# Finska mästerskapet i bandy 1963
Finska mästerskapet i bandy 1963 avgjordes genom en enda serie. Oulun Palloseura vann mästerskapet, och tog därmed sin fjärde raka titel. OTP:s Kalevi Pirkola blev skyttekung med 18 fullträffar.

## Mästerskapsserien

### Slutställning
| Lag                       | Spelade | Vinster | Oavgjorda | Förluster | Målskillnad | Poäng |
| ------------------------- | ------- | ------- | --------- | --------- | ----------- | ----- |
| OPS                       | 9       | 7       | 1         | 1         | 33–16       | 15    |
| Veitsiluodon Vastus       | 9       | 6       | 2         | 1         | 40–20       | 14    |
| Warkauden Pallo -35       | 9       | 6       | 1         | 2         | 31–17       | 13    |
| Käpylän Urheilu-Veikot    | 9       | 4       | 3         | 2         | 39–28       | 11    |
| OLS                       | 9       | 3       | 4         | 2         | 34–26       | 10    |
| Oulun Työväen Palloilijat | 9       | 2       | 3         | 4         | 30–40       | 7     |
| Lappeenrannan Veiterä     | 9       | 2       | 2         | 5         | 29–33       | 6     |
| Lappeenrannan Pallo       | 9       | 3       | 0         | 6         | 22–32       | 6     |
| Mikkelin Palloilijat      | 9       | 2       | 1         | 6         | 20–35       | 5     |
| Lahden Reipas             | 9       | 1       | 1         | 7         | 15–46       | 3     |

### Matcher
| Lag                       | OPS | VV  | WP35 | KUV | OLS | OTP | LV  | LaPa | MP  | Reipas |
| ------------------------- | --- | --- | ---- | --- | --- | --- | --- | ---- | --- | ------ |
| OPS                       |     |     | 2-0  |     |     | 2-2 |     | 4-1  | 4-1 |        |
| Veitsiluodon Vastus       | 4-1 |     | 2-3  |     |     |     |     | 6-2  | 2-1 |        |
| Warkauden Pallo -35       |     |     |      | 2-3 | 2-2 | 3-2 | 5-3 |      |     | 10-0   |
| Käpylän Urheilu-Veikot    | 2-5 | 2-2 |      |     |     | 5-5 |     | 7-3  | 9-0 |        |
| OLS                       | 3-5 | 1-1 |      | 4-4 |     |     | 4-2 |      |     | 7-1    |
| Oulun Työväen Palloilijat |     | 3-9 |      |     | 3-3 |     | 4-8 |      |     | 3-1    |
| Lappeenrannan Veiterä     | 1-2 | 4-8 |      | 5-3 |     |     |     | 1-2  |     | 2-2    |
| Lappeenrannan Pallo       |     |     | 2-4  |     | 6-2 | 2-4 |     |      | 2-1 |        |
| Mikkelin Palloilijat      |     |     | 1-2  |     | 2-8 | 7-4 | 3-3 |      |     | 4-1    |
| Lahden Reipas             | 2-8 | 3-6 |      | 2-4 |     |     |     | 3-2  |     |        |

MP och Reipas åkte ur serien.

## Finska mästarna
OPS: Jaakko Reiniharju, Pentti Ollikainen, Tuomo Kilponen, Raimo Okkonen, Pauli Heiskanen, Matti Kovalainen, Raimo Kaarela, Heikki Ollikainen, Seppo Alatalo, Juhani Turpeenniemi, Alpo Aho, Jorma Kukkonen, Kalevi Härmä, Kari Poikolainen och Juhani Veivo.

## Kval
Finlandsserien spelades i tre grupper, där vinnarna möttes i en avgörande kvalserie.
| Lag                         | Spelade | Vinster | Oavgjorda | Förluster | Målskillnad | Poäng | HIFK | VIFK | LaPT |
| --------------------------- | ------- | ------- | --------- | --------- | ----------- | ----- | ---- | ---- | ---- |
| IFK Helsingfors             | 2       | 1       | 1         | 0         | 8-5         | 3     |      | 3-3  | 5-2  |
| IFK Vasa                    | 2       | 1       | 1         | 0         | 8-6         | 3     | -    |      | 5-3  |
| Lappeenrannan Pallo-Toverit | 2       | 0       | 0         | 2         | 5-10        | 0     | -    | -    |      |

FM-nykomlingar blev HIFK och VIFK.

### Fotnoter
1. ↑  finbandy.fi